# Acanthurus gahhm
Acanthurus gahhm  (лат.) — морская рыба из семейства хирурговых. Эндемик Красного моря и Аденского залива.
Тело вытянуто-овальное, сжатое с боков, длиной от 40 до 50 см. Окраска тела черноватая. Яркая, вертикальная белая полоса знаменует начало хвостового плавника. Спинной и анальный плавники закруглены. Концы хвостового плавника вытянуты, образуя полумесяц. 
В спинном плавнике 9 колючих и 24—28 мягких лучей, а в анальном плавнике 3 колючих и 23—26 мягких лучей.
Рыба живет в небольших или больших группах над песчаным и каменистым дном в лагунах и на внешней стороне рифов на глубине от 5 до 40 метров. Питается водорослями, детритом и зоопланктоном.